# Bröstpanel

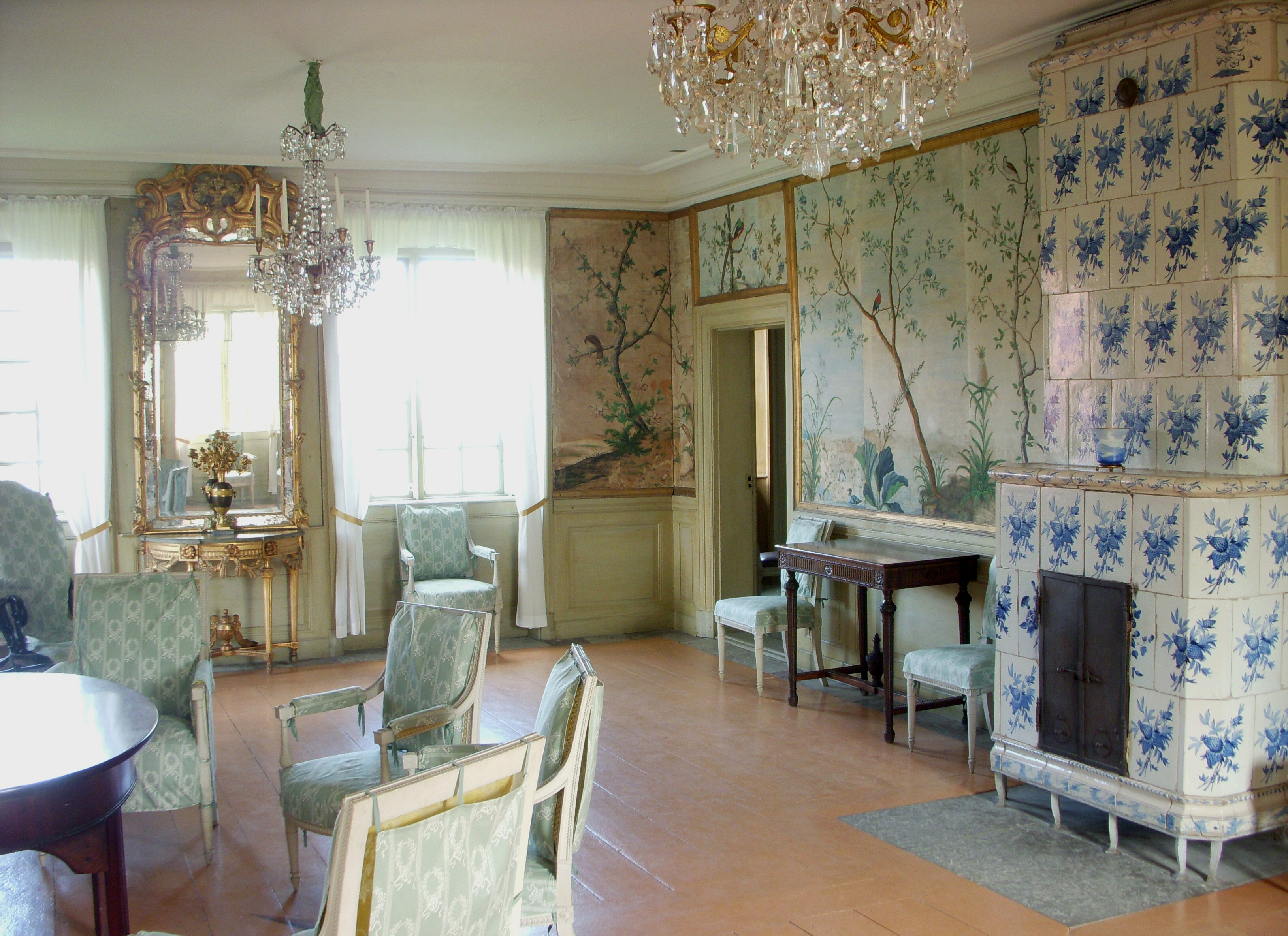
Bröstpanel på Svindersvik.

En bröstpanel är en panel på innerväggar som täcker väggen mellan golvsockel och fönsterbänk.
Bröstpaneler blev vanliga som fast inredning och väggbeklädnad från 1700-talets mitt. Bröstpanelen gick upp till fönsterbänkshöjd och var utförd som ett ramverk med fyllningar av trä. Fyllningarna hade olika utseende, beroende på tidsepok. I förenklad utförande kunde fyllningen utföras med målade brädor eller enbart som en väggmålning vilken imiterar panelen.
Om hela väggen från golv till tak kläs med panel kallas det boasering, som förekom i mycket påkostade miljöer under rokokon. Omkring 1800-talets mitt blev bröstpanelen omodern och ersattes av en sockelpanel, bestående av tre delar; sockelbräda, mellanbräda och bröstlist. De nådde halvvägs upp till fönstren i de finare rummen. I de enklare rummen nöjde man sig vanligen med en enkel profilerad golvsockel.